# ميغيل مارتين فرنانديز
ميغيل مارتين فرنانديز (بالإسبانية: Miguel Martín Fernández)‏ (1 أكتوبر 1997 في إسبانيا - ) هو لاعب كرة قدم إسباني في مركز الهجوم. لعب مع Sevilla FC C ‏.

## وصلات خارجية
- ميغيل مارتين فرنانديز على موقع قاعدة بيانات كرة القدم.إي يو (الإنجليزية)
- ميغيل مارتين فرنانديز على موقع قاعدة بيانات كرة القدم.إي يو (الإنجليزية)
- ميغيل مارتين فرنانديز على موقع Soccerway.com (الإنجليزية)